# Geotrypetes angeli
Espèce
Statut de conservation UICN

 DD  : Données insuffisantes
Geotrypetes angeli est une espèce de gymnophiones de la famille des Dermophiidae.

## Répartition
Cette espèce se rencontre :
- en Guinée dans les environs de Labé dans la région de Labé et de Beyla dans la région de Nzérékoré ;
- en Sierra Leone dans les monts Tingi.

Sa présence est incertaine au Liberia.

## Étymologie
Cette espèce est nommée en l'honneur de Fernand Angel.

## Publication originale
- Parker, 1936 : Amphibians from Liberia and the Gold Coast. Zoologische Mededelingen, vol. 19, p. 87-102 (texte intégral).